# Mallrats
Mallrats is een Amerikaanse film uit 1995 van Kevin Smith. De film speelt zich af in een winkelcentrum en is ook in een echt winkelcentrum opgenomen.
Mallrats is deel twee in de reeks zogenaamde Askewniverse-films van Kevin Smith. Net als in de andere delen uit deze serie spelen de karakters Jay and Silent Bob een belangrijke rol.

## Rolverdeling
| Acteur            | Personage                      |
| ----------------- | ------------------------------ |
| Shannen Doherty   | Rene Mosier                    |
| Jeremy London     | T.S. Quint                     |
| Jason Lee         | Brodie Bruce                   |
| Claire Forlani    | Brandi Svenning                |
| Ben Affleck       | Shannon Hamilton               |
| Joey Lauren Adams | Gwen Turner                    |
| Renée Humphrey    | Tricia Jones                   |
| Jason Mewes       | Jay                            |
| Ethan Suplee      | Willam Black                   |
| Michael Rooker    | Jared Svenning, Brandi's vader |
| Stan Lee          | cameo als zichzelf             |

## Trivia
- De namen van de personages 'Brodie' en 'Quint' komen uit de horrorfilm "Jaws".
- Voordat de film werd uitgebracht, had Smith nog ideeën voor een sequel Mallrats 2: Die Hard in a Mall, maar doordat de film een flop in de bioscoop was, is die film er nooit gekomen.
- Op de Mallrats 10th Anniversary Extended Edition DVD staat een outtake van de film. Smith noemt deze dvd-versie ook wel Mallrats - The Version That Should Never Have Been (de versie die nooit gemaakt had mogen worden).